# Стаханівська козацька народна республіка
«Стаханівська козацька народна республіка», також згадується як «Стаханівська народна республіка» та «Стаханівська республіка» (СКНР, СНР, СР) — короткочасне незаконне сепаратистське квазідержавне утворення, що існувало з 14 вересня 2014 по лютий 2015 роки на території Стаханівської міської громади Алчевського району Луганської області України, що контролюється іншим квазідержавним утворенням — «Луганською народною республікою». "Столицею" "СКНР" було місто Стаханов (теперішня назва — Кадіївка), ватажком квазідержави був український колабораціоніст з Росією Павло Дрьомов.

## Історія
Перші виступи сепаратистів у місті Стаханов зафіксовані 17 квітня 2014 року, коли терористи намагалися захопити управління міліції. У ніч на 27 квітня, у переддень проголошення Луганської народної республіки, до міста прибула озброєна група бойовиків. 1 травня міська рада Стаханова планувала розглянути питання щодо статусу регіону, проте засідання не відбулося через відсутність кворуму. 2 травня було захоплено міськраду.
11 травня мешканці Стаханова брали участь у псевдореферендумі, забезпечивши заповнення 98 % бюлетенів в підтримку терористичної організації.
З часом місто потрапило до сфери впливу донських козаків, очолюваних громадянином Росії М. Козіциним, намісником Козіцина в Стаханові було призначено Павла Дрьомова. 14 вересня стахановське угруповання заявило про вихід з-під юрисдикції «Луганської народної республіки» і Дрьомов проголосив про створення "Стаханівської козацької народної республіки".
2 листопада 2014 року британський журналіст та кореспондент Олівер Керрол назвав Павла Дрьомова «рятівником Стаханова», написавши про нього статтю в журналі Politico. За словами Керролла, однією з головних різниць між "Стахановською республікою" та "Луганською народною республікою" було дотримання Мінської угоди про припинення вогню з Україною. Дрьомов виступив за продовження війни на Донбасі. Під час виступу він відстоював свою точку зору та заявив: «Нам вистачило тут корупції та рабства на століття! Ми не дурні — ні Порошенко, ні Путін не зацікавлені в чесній країні!». Ніщо не дасть стати на заваді долі, він заявив: «Ми збудуємо козацьку республіку тут, у Стаханові!».

## Конфлікт з керівництвом "Луганської народної республіки"
До кінця 2014 року конфлікт між Стаханівськими козаками і керівництвом "ЛНР" поглибився. Так, Павло Дрьомов публічно звинуватив ватажка ЛНР Ігоря Плотницького у крадіжці вугілля, фальсифікації виборів та співпраці з членами Партії регіонів.
29 грудня 2014 року Дрьомов виступив з відкритим зверненням, у якому звинуватив Ігоря Плотницького та його людей у мародерстві, розкраданні вантажів т. зв. «гуманітарних конвоїв», тиску на виборців заради власної вигоди та порушенні соціальних інтересів жителів території ЛНР. У цьому ж зверненні Дрьомов заявив, що має серйозний компромат на очільника республіки та зазначив, що не ставить собі за мету створення Козацької народної республіки, а згоден на перебування у складі ЛНР за умови, що Плотницький та його поплічники не будуть брати участь у керівництві державним утворенням.
На початку січня 2015 терористичні формування т.зв. «ЛНР», за наказом Ігоря Плотницького, розпочали каральну операцію на території "СКНР" щоб придушити збунтованих "донських козаків". На придушення бунту було відправлено декілька десятків одиниць бронетехніки та вантажівки з російськими військовими.
5 грудня 2015 року Дрьомов одружився у Санкт-Петербурзі з громадянкою Росії, а 12 грудня збирався відсвяткувати весілля у Стаханові. Того ж дня він помер у результаті підриву автомобіля, у якому їхав зі Стаханова до Первомайська. Дрьомов помер на місці, його водія вибуховою хвилею викинуло з машини, згодом він теж помер, не доїхавши до лікарні. Один з очільників ЛНР звинувачує в цьому українську диверсійну групу. Директор Департаменту комунікацій МВС України Артем Шевченко вважає, що «загибель Дрьомова, як власне, і попередніх ватажків терористів у „ЛНР“ (Бєднова, Іщенка, Мозгового) могла бути наслідком суперечок між неконтрольованими козачими ватажками та їхніми російськими кураторами».